# Uruguay Open 2023 - Doppio
Il doppio del torneo di tennis professionistico Uruguay Open 2023, facente parte della categoria Challenger 100 nell'ambito dell'ATP Challenger Tour 2023, si è giocato dal 13 al 19 novembre a Montevideo, in Uruguay. Tra le sedici coppie di partecipanti erano assenti Karol Drzewiecki e Piotr Matuszewski, i detentori del titolo.
In finale Guido Andreozzi e Guillermo Durán hanno sconfitto Boris Arias e Federico Zeballos con il punteggio di 2–6, 7–6(2), [10–8].

## Teste di serie
1. Guido Andreozzi /  Guillermo Durán (campioni)
2. Boris Arias /  Federico Zeballos (finale)

1. Orlando Luz /  Miguel Ángel Reyes Varela (semifinale)
2. Fernando Romboli /  Marcelo Zormann (semifinale)

## Wildcard
1. Pedro Cachín /  Martin Cuevas (primo turno, ritirati)

1. Mariano Kestelboim /  Franco Roncadelli (quarti di finale)

## Alternate
1. Ignacio Buse /  Daniel Vallejo (primo turno)

## Tabellone

### Legenda
| - Q = Qualificato - WC = Wild card - LL = Lucky loser | - ALT = Alternate - SE = Special Exempt - PR = Protected Ranking | - w/o = Walkover - r = Ritirato - d = Squalificato |

|  | Primo turno | Primo turno                     | Primo turno                | Primo turno                | Primo turno |  |  | Quarti di finale | Quarti di finale           | Quarti di finale           | Quarti di finale           | Quarti di finale    |   |   | Semifinali | Semifinali                      | Semifinali            | Semifinali                    | Semifinali |    |     | Finale | Finale | Finale | Finale | Finale |  |
|  |             |                                 |                            |                            |             |  |  |                  |                            |                            |                            |                     |   |   |            |                                 |                       |                               |            |    |     |        |        |        |        |        |  |
|  | 1           | G Andreozzi G Durán             | G Andreozzi G Durán        | G Andreozzi G Durán        | w/o         |  |  |                  |                            |                            |                            |                     |   |   |            |                                 |                       |                               |            |    |     |        |        |        |        |        |  |
|  |             | F Agamenone A Collarini         | F Agamenone A Collarini    | F Agamenone A Collarini    |             |  |  | 1                | G Andreozzi G Durán        | G Andreozzi G Durán        | 6                          | 6                   |   |   |            |                                 |                       |                               |            |    |     |        |        |        |        |        |  |
|  | WC          | P Cachin M Cuevas               | P Cachin M Cuevas          | P Cachin M Cuevas          |             |  |  |                  | G Roveri Sidney A Taylor   | G Roveri Sidney A Taylor   | 3                          | 4                   |   |   |            |                                 |                       |                               |            |    |     |        |        |        |        |        |  |
|  |             | G Roveri Sidney A Taylor        | G Roveri Sidney A Taylor   | G Roveri Sidney A Taylor   | w/o         |  |  |                  |                            |                            |                            |                     |   |   | 1          | G Andreozzi G Durán             | G Andreozzi G Durán   | 6                             | 78         |    |     |        |        |        |        |        |  |
|  | 4           | F Romboli M Zormann             | F Romboli M Zormann        | F Romboli M Zormann        | w/o         |  |  |                  |                            | 4                          | F Romboli M Zormann        | F Romboli M Zormann | 4 | 6 |            |                                 |                       |                               |            |    |     |        |        |        |        |        |  |
|  |             | G Elias F Meligeni Alves        | G Elias F Meligeni Alves   | G Elias F Meligeni Alves   |             |  |  | 4                | F Romboli M Zormann        | 67                         | 6                          | [10]                |   |   |            |                                 |                       |                               |            |    |     |        |        |        |        |        |  |
|  |             | L Margaroli S Rodríguez Taverna | 63                         | 6                          | [9]         |  |  |                  | I Carou C Ugo Carabelli    | 79                         | 2                          | [6]                 |   |   |            |                                 |                       |                               |            |    |     |        |        |        |        |        |  |
|  |             | I Carou C Ugo Carabelli         | 7                          | 3                          | [11]        |  |  |                  |                            |                            |                            |                     |   |   | 1          | Guido Andreozzi Guillermo Durán | 2                     | 7                             | [10]       |    |     |        |        |        |        |        |  |
|  |             | E Lavagno V Vacherot            | E Lavagno V Vacherot       | E Lavagno V Vacherot       |             |  |  |                  |                            |                            |                            |                     |   |   |            |                                 | 2                     | Boris Arias Federico Zeballos | 6          | 68 | [8] |        |        |        |        |        |  |
|  |             | A Giannessi O Roca Batalla      | A Giannessi O Roca Batalla | A Giannessi O Roca Batalla | w/o         |  |  |                  | A Giannessi O Roca Batalla | A Giannessi O Roca Batalla | A Giannessi O Roca Batalla |                     |   |   |            |                                 |                       |                               |            |    |     |        |        |        |        |        |  |
|  |             | R Olivo R Statham               | R Olivo R Statham          | 5                          | 3           |  |  | 3                | O Luz MÁ Reyes Varela      | O Luz MÁ Reyes Varela      | O Luz MÁ Reyes Varela      | w/o                 |   |   |            |                                 |                       |                               |            |    |     |        |        |        |        |        |  |
|  | 3           | O Luz MÁ Reyes Varela           | O Luz MÁ Reyes Varela      | 7                          | 6           |  |  |                  |                            |                            |                            |                     |   |   | 3          | O Luz MÁ Reyes Varela           | O Luz MÁ Reyes Varela | 4                             | 2          |    |     |        |        |        |        |        |  |
|  | WC          | M Kestelboim F Roncadelli       | 5                          | 6                          | [10]        |  |  |                  |                            | 2                          | B Arias F Zeballos         | B Arias F Zeballos  | 6 | 6 |            |                                 |                       |                               |            |    |     |        |        |        |        |        |  |
|  |             | G Heide P Sakamoto              | 7                          | 4                          | [7]         |  |  | WC               | M Kestelboim F Roncadelli  | 4                          | 7                          | [6]                 |   |   |            |                                 |                       |                               |            |    |     |        |        |        |        |        |  |
|  | Alt         | I Buse D Vallejo                | I Buse D Vallejo           | 4                          | 3           |  |  | 2                | B Arias F Zeballos         | 6                          | 5                          | [10]                |   |   |            |                                 |                       |                               |            |    |     |        |        |        |        |        |  |
|  | 2           | B Arias F Zeballos              | B Arias F Zeballos         | 6                          | 6           |  |  |                  |                            |                            |                            |                     |   |   |            |                                 |                       |                               |            |    |     |        |        |        |        |        |  |